# NGC 1145
NGC 1145 је спирална галаксија у сазвежђу Еридан која се налази на NGC листи објеката дубоког неба.
Деклинација објекта је - 18° 38' 9" а ректасцензија 2h 54m 33,4s. Привидна величина (магнитуда) објекта NGC 1145 износи 12,9 а фотографска магнитуда 13,6. Налази се на удаљености од 27,616 милиона парсека од Сунца. NGC 1145 је још познат и под ознакама ESO 546-29, MCG -3-8-42, UGCA 45, FGC 360, IRAS 02522-1850, PGC 10965.